# Mesonychoteuthis hamiltoni
Mực ống khổng lồ (Mesonychoteuthis hamiltoni) là một loài mực, đôi khi được gọi là mực khổng lồ Nam Cực, được cho là loài mực lớn nhất về khối lượng. Nó là thành viên duy nhất được biết đến của chi Mesonychoteuthis và chỉ được tìm thấy từ một vài mẫu vật. Loài này được xác định đạt khối lượng ít nhất 495 kg, mặc dù các mẫu vật lớn nhất - chỉ được biết tới nhờ mỏ được tìm thấy trong dạ dày cá nhà táng - có lẽ có thể nặng tới 600–700 kg. Hiện tại ước tính kích thước tối đa của nó ở mức dài 9–10 mét (30–33 ft), dựa trên phân tích các mẫu vật nhỏ và chưa trưởng thành, khiến nó trở thành động vật không xương sống lớn nhất được biết đến.
Loài này có giải phẫu tương tự các loài trong họ Cranchiidae mặc dù nó là thành viên duy nhất có móc trên xúc tu. Loài này sinh sống chủ yếu ở Nam Đại Dương. Mặc dù có rất ít thông tin về tập tính sống, nhưng nó được biết là sử dụng phát quang sinh học để thu hút con mồi. Ngoài ra, mực ống khổng lồ là một kẻ săn mồi chuyênphục kích và là một thức ăn chính của cá nhà táng.
Các mẫu vật đầu tiên được phát hiện và mô tả vào năm 1925. Năm 1981, một mẫu vật trưởng thành được phát hiện, và vào năm 2003, một mẫu vật thứ hai đã được thu thập. Con mực khổng lồ lớn nhất nặng 495 kg bị bắt vào năm 2007 và hiện đang được trưng bày với mẫu vật thứ hai tại Bảo tàng New Zealand Te Papa Tongarewa.

## Phân bố
Phạm vi được biết đến của mực kéo dài hàng ngàn cây số về phía bắc từ Nam Cực tới miền nam Nam Mỹ, phía nam Nam Phi, và phía Nam của New Zealand, khiến nó chủ yếu là một loài sinh sống ở toàn bộ Nam Băng Dương xung quanh Nam Cực.